# Squamocnus luteus
Squamocnus luteus är en sjögurkeart som beskrevs av O’Loughlin och Alcock 2000. Squamocnus luteus ingår i släktet Squamocnus och familjen korvsjögurkor. Inga underarter finns listade i Catalogue of Life.